# 13765 Nansmith
13765 Nansmith eller 1998 SM138 är en asteroid i huvudbältet som upptäcktes den 26 september 1998 av LINEAR i Socorro County, New Mexico. Den är uppkallad efter Nancy Smith.
Asteroiden har en diameter på ungefär 4 kilometer och den tillhör asteroidgruppen Koronis.